# Алаборг

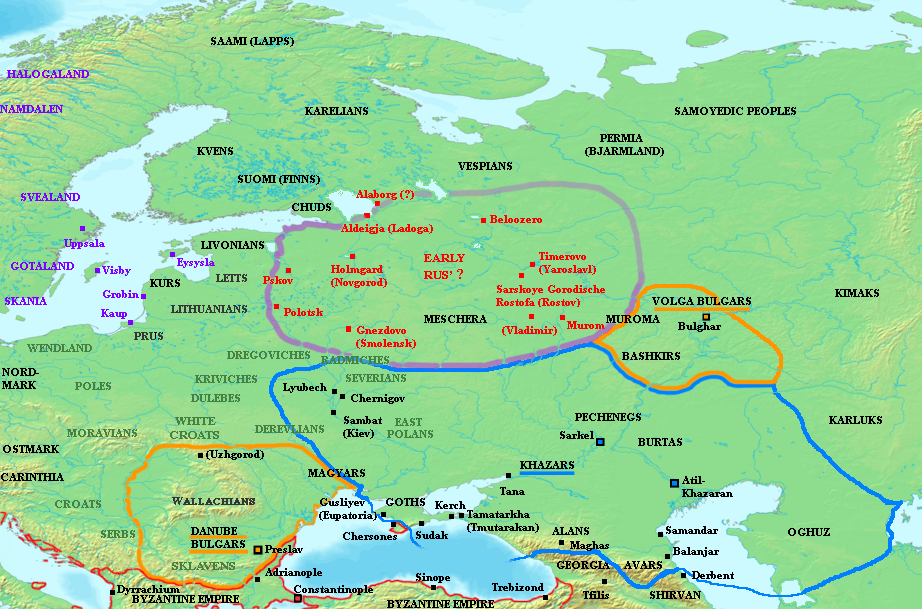
Карта, показывающая Гардарику (красным шрифтом)

А́лаборг (Alaborg, Aluborg) — город на территории Древней Руси, упоминаемый в скандинавских сагах о Хальвдане Эйстейнссоне и Хрольве Пешеходе как находящийся поблизости от Альдегьюборга (Старая Ладога), и, кроме того, являющийся его вассалом. Данные саги — единственный источник, упоминающий о городе с таким названием на Руси.

## Местонахождение
Согласно сагам, Алаборг лежит к северу от Альдегьюборга (Старой Ладоги), если следовать водным путём, и к востоку, если пешим. Опираясь на эти сведения, высказывались различные версии относительно местонахождения поселения на реке Олонке (в районе Олонца), на побережье Онежского озера, отождествления его с городищем Лоппоти на северо-западном берегу Ладожского озера, или Белоозером.

### Городище на реке Сясь
Одна из наиболее обоснованных версий выдвинута Т. Н. Джаксон и Д. А. Мачинским — по их мнению наилучшим образом под описание саг подходит городище на реке Сясь, возле деревни Городище.
Городище на реке Сясь примечательно соседством в его округе так называемых волховских сопок (датируемых приблизительно VIII—X веком) и курганов, характерных для культуры юго-западного Приладожья IX — нач. XII веков. Среди находок встречается грубая керамика, аналогичная найденной в Старой Ладоге, там она относится к слоям до 930-х годов. Найденные в ходе разведывательных раскопов в 1930-х годах вещи относились к культуре варягов, чуди и ильменских словен. Вскоре после предварительных раскопок данный археологический памятник был уничтожен разработкой строительного карьера. Сясьское Городище имеет уникальные два кольца границ земель, подчинённых этому городу. Название Алаборг может быть связано с рекой Валя, впадающей в Сясь поблизости.

### Городище на реке Олонке
Академик А. Кирпичников также считал заслуживающей внимания версию о нахождении Алаборга на реке Олонке.